# Il mulo (album)
Il mulo è il secondo album del cantautore italiano Cisco, pubblicato il 5 settembre 2008.

## La figura del mulo
Il mulo, filo conduttore di tutto l'album, continua a cercare la propria strada con la sua testardaggine, tralasciando ogni elemento che possa deviarlo, come le mode e la superficialità dell'immagine, ma continua a cercare e trovare motivi di interesse e di impegno, nonostante i problemi che affronta, imparando a "fregarsene". Lo spinge l'istinto e la sua tenacia, innanzitutto per se stesso, prima ancora che diventasse fatto politico e civile.

## L'album
L'album è composto da 12 brani inediti, scritti da Cisco a quattro o sei mani, con la collaborazione dell'amico di lunga data Giovanni Rubbiani o con la mano di Francesco Magnelli.
Allegato all'album c'è anche un DVD, contenente alcuni estratti del concerto di Cisco alla Casa della Pace di Milano nell'ottobre 2007, i viaggi intrapresi a sostegno di organizzazioni di solidarietà, tre documentari che ci porteranno dalla Tanzania "Suoni e colori dalla Tanzania", alla Romania "Live in Panciu", al viaggio degli studenti emiliani di visita al campo di Auschwitz "Fossoli Auschwitz" e delle immagini scattate in studio.
La nuova fatica di Cisco è anche disponibile in un doppio vinile a tiratura limitata e numerata, contenente due tracce in più:
- O cara moglie, storico brano di protesta degli anni sessanta scritto da Ivan Della Mea;
- Una versione alternativa acustica e inedita de Il paese delle mummie.

## Tracce
1. Il mulo Magnelli, Bellotti, Rubbiani
2. Multumesc Magnelli, Bellotti, Salvadori
3. Sotto le nuvole Rubbiani, Bellotti
4. Il paese delle mummie Rubbiani, Bellotti
5. Io so chi sono Bellotti, Cottica, Magnelli
6. Onda granda Bellotti, Rubbiani
7. Funerale per sigaro e banda Rubbiani, Bellotti. Dedicata a Luca "Gabibbo" Giacometti membro dei M.C.R. morto in incidente stradale l'anno precedente
8. Fantasmi Bellotti-Rubbiani
9. I vestiti del cielo Bellotti, Rubbiani
10. Haka Magnelli, Bellotti
11. Olmo Rubbiani, Bellotti
12. Anime di passaggio Bellotti, Magnelli

- O cara moglie Ivan Della Mea
- Il paese delle mummie (acoustic version)

## Formazione
- Cisco - voce
- Francesco Magnelli - pianoforte, magnellophoni
- Andrea Salvadori - chitarra acustica, chitarra elettrica
- Marco Bachi - contrabbasso
- Marzio Del Testa - batteria
- Andrea Faccioli - chitarra acustica, banjo, steel guitar
- Finaz - chitarra
- Massimo Giuntini - uillean pipes, bouzuki
- Patrick Wright - violino, viola
- Vieri Bugli - violino
- Nico Gori - clarino
- Simone Copellini - tromba, flicorno
- Pierdiego and his deficient crew - cori in Funerale per sigaro e banda